# Steeve Guénot
Steeve François Fabien Guénot (* 2. října 1985 Chalon-sur-Saône) je francouzský reprezentant v zápase řecko-římském. Soutěží v lehké váze, je členem pařížského klubu Union sportive métropolitaine des transports. Je bronzovým medailistou z mistrovství Evropy v zápasu řecko-římském 2006 a stříbrným z mistrovství světa v zápasu řecko-římském 2007. Na Letních olympijských hrách 2008 získal pro Francii první zlatou medaili ze zápasnických soutěží od roku 1936, když ve finále zdolal Kanatbeka Begalijeva z Kyrgyzstánu. Na Letních olympijských hrách 2012 získal bronzovou medaili, když ho v semifinále porazil pozdější vítěz, Jihokorejec Kim Hjon-u. Vybojoval také sedm titulů mistra Francie. Je nositelem Řádu čestné legie. Pochází ze sportovní rodiny, jeho starší bratr Christophe Guénot je také olympijským medailistou v zápase.